# Карвер, Чарли
Ча́рли Ка́рвер (полное имя — Ча́рльз Ка́рвер Ма́ртенсен, англ. Charles Carver Martensen, род. 31 июля 1988, Сан-Франциско, Калифорния, США) — американский актёр, наиболее известный по ролям в сериалах «Отчаянные домохозяйки», «Волчонок» и «Рэтчед». Брат-близнец актёра Макса Карвера.

## Биография

### Ранние годы
Карвер родился 31 июля 1988 года в Сан-Франциско, штат Калифорния, в семье филантропа Энн Карвер и врача Роберта Мартенсена (1947—2013). У него есть брат-близнец, Макс Карвер, который младше его на семь минут и родился уже 1 августа. Их родители развелись, когда братьям было три года, после того, как отец осознал свою гомосексуальность. Вместе с матерью и отчимом братья переехали в Калистогу, округ Напа, Калифорния.
Он обучался в школе-пансионате святого Павла в Конкорде, штат Нью-Гэмпшир, и центре искусств Интерлокена в штате Мичиган. В 2012 году Карвер окончил университет Южной Калифорнии, где изучал искусствоведение.

### Карьера
С 2008 года Чарли Карвер сыграл около 20 ролей в кино и на телевидении. Дебютом для него стала работа в драмеди-сериале «Отчаянные домохозяйки» (2008—2012), где он играл Портера Скаво — сына одной из главных героинь. Далее последовали роли в двух фантастических сериалах — Итана в «Волчонке» (2013—2017) и Скотта Фроста в «Оставленных» (2014). В перечисленных проектах он снимался вместе с братом Максом. Также актёр снялся в нескольких полнометражных фильмах и музыкальных видео.
В 2018 году Карвер сыграл Ковбоя в бродвейской постановке пьесы «Оркестранты», а два года спустя повторил эту роль в экранизации Netflix. В 2020 он исполнил одну из главных ролей в сериале «Рэтчед».

### Личная жизнь
Карвер — открытый гей, он совершил публичный каминг-аут в 2016 году.

## Работы

### Фильмография
| Год       |     | Русское название                      | Оригинальное название     | Роль                   |
| --------- | --- | ------------------------------------- | ------------------------- | ---------------------- |
| 2008—2012 | с   | Отчаянные домохозяйки                 | Desperate Housewives      | Портер Скаво           |
| 2012      | тф  | Фред в лагере                         | Camp Fred                 | Хью Томпсон            |
| 2013      | ф   | Дерзкие девственницы                  | Restless Virgins          | Дилан                  |
| 2013      | ф   | Неудачники                            | Underdogs                 | Джон Хэндон            |
| 2013—2017 | с   | Волчонок                              | Teen Wolf                 | Итан                   |
| 2014      | в   | Крутые чуваки                         | Bad Asses                 | Эрик                   |
| 2014      | с   | Оставленные                           | The Leftovers             | Скотт Фрост            |
| 2014      | с   | Гавайи 5.0                            | Hawaii Five-0             | Трэвис Килоха          |
| 2015      | ф   | Меня зовут Майкл                      | I Am Michael              | Тайлер                 |
| 2015      | с   | Лига                                  | The League                | Кевин                  |
| 2017      | ф   | Битва преподов                        | Fist Fight                | Натаниэль              |
| 2017      | с   | Когда мы восстанем                    | When We Rise              | Майкл                  |
| 2017      | ф   | Сон в летнюю ночь                     | A Midsummer Night's Dream | Миляга                 |
| 2018      | ф   | В облаке                              | In the Cloud              | Джуд                   |
| 2018      | кор | Мистер Недвижимость                   | Mr. Real Estate           | Фрэнк Стэнтон          |
| 2020      | с   | Рэтчед                                | Ratched                   | Хак Финниган           |
| 2020      | ф   | Парни в группе                        | The Boys in the Band      | Ковбой                 |
| 2022      | ф   | Бэтмен                                | The Batman                | близнец-охранник клуба |
| 2022      | с   | Американская история ужасов: Нью-Йорк | American Horror Story     | Адам Карпентер         |

### Театр
| Год  | Русское название | Оригинальное название | Роль   | Примечания |
| ---- | ---------------- | --------------------- | ------ | ---------- |
| 2018 | Оркестранты      | The Boys in the Band  | Ковбой |            |

### Музыкальные видео
| Год  | Песня              | Ссылка | Примечание               |
| ---- | ------------------ | ------ | ------------------------ |
| 2016 | Where Is the Love? |        | клип The Black Eyed Peas |
| 2019 | Bad Habit          |        | клип Бена Платта         |
| 2019 | Ease My Mind       |        | клип Бена Платта         |

## Награды и номинации
| Год  | Ассоциация                     | Категория                                    | Работа                | Результат |
| ---- | ------------------------------ | -------------------------------------------- | --------------------- | --------- |
| 2009 | Премия Гильдии киноактёров США | Лучший актёрский состав в комедийном сериале | Отчаянные домохозяйки | Номинация |